# Lliga sèrbia de futbol
La lliga sèrbia de futbol, anomenada Superlliga Sèrbia (en Serbi: Меридијан Суперлига o Meridian Superlliga -per patrocini-), és la màxima competició futbolística a Sèrbia.
La competició va ser creada l'any 2006 després de la desaparició de la lliga serbo-montenegrina de futbol (a causa de la desintegració de Sèrbia i Montenegro en dos estats).
El campió de la lliga obté una plaça per a participar en la segona ronda de classificació de la Lliga de Campions. El segon i el tercer es classifiquen per la Copa de la UEFA. El quart té plaça per la Copa Intertoto.
Els tres darrers classificats baixen en la segona divisió, anomenada Prva Liga Telekom Srbija (Primera Lliga Telecom Sèrbia).

## Historial
Entre 1919 i 1944
- 1919-20:  BSK Belgrad[1]
- 1920-21:  BSK Belgrad[2]
- 1921-22:  SK Jugoslavija[3]
- 1939-40:  BSK Belgrad
- 1940-41:  BSK Belgrad
- 1941-42:  SK Jugoslavija
- 1942-43:  BSK Belgrad
- 1943-44:  BSK Belgrad (no acabat)

Després de 2006
- 2006-07:  FK Crvena Zvezda (1)
- 2007-08:  FK Partizan (1)
- 2008-09:  FK Partizan (2)
- 2009-10:  FK Partizan (3)
- 2010-11:  FK Partizan (4)
- 2011-12:  FK Partizan (5)
- 2012-13:  FK Partizan (6)
- 2013-14:  FK Crvena Zvezda (2)
- 2014-15:  FK Partizan (7)
- 2015-16:  FK Crvena Zvezda (3)
- 2016-17:  FK Partizan (8)
- 2017-18:  FK Crvena Zvezda (4)
- 2018-19:  FK Crvena Zvezda (5)
- 2019-20:  FK Crvena Zvezda (6)
- 2020-21:  FK Crvena Zvezda (7)
- 2021-22:  FK Crvena Zvezda (8)
- 2022-23:  FK Crvena Zvezda (9)
- 2023-24:  FK Crvena Zvezda (10)
- 2024-25:  FK Crvena Zvezda (11)